# Heinrich (Hachberg-Sausenberg)

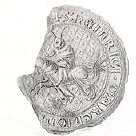
Siegel des Markgrafen Heinrich von Hachberg-Sausenberg (1316)

Heinrich von Hachberg-Sausenberg (* 1300; † 1318) war Markgraf von Hachberg-Sausenberg und Landgraf im Breisgau. Er beerbte die Herren von Rötteln, wodurch das von seiner Familie beherrschte Territorium sich mehr als verdoppelte.

## Leben
Heinrich war der Sohn des Markgrafen Rudolf I. von Hachberg-Sausenberg und der Erbtochter des Otto von Rötteln, Agnes.
Der unmündige Heinrich trat 1312 das Erbe seines Vaters an. 1315 schenkte ihm sein Onkel, der ehemalige Basler Dompropst Lüthold II. von Rötteln († 1316), die Herrschaft Rötteln und behielt sich nur die lebenslängliche Nutzung der Güter vor. Für die Sausenberger bedeutete das Röttler Erbe einen deutlichen Machtzuwachs, der ihren Herrschaftsbereich wahrscheinlich verdreifachte. Wohl noch vor 1317 zogen die Sausenberger auf die Burg Rötteln, und der Name der ererbten Burg und Herrschaft fand in die Namensgebung der Markgrafen Eingang.
Nach seinem frühen Tod (1318) übernahmen seine Brüder Rudolf und Otto gemeinsam die Regentschaft über die Herrschaften Rötteln und Sausenberg.